# Karymski
Le Karymski, en russe Karymskaïa sopka, Карымская сопка, est un volcan de la péninsule du Kamtchatka, en Russie. C'est l'un des volcans les plus actifs de cette région de Russie avec des dizaines d'éruptions depuis le début du XXe siècle.

## Géographie

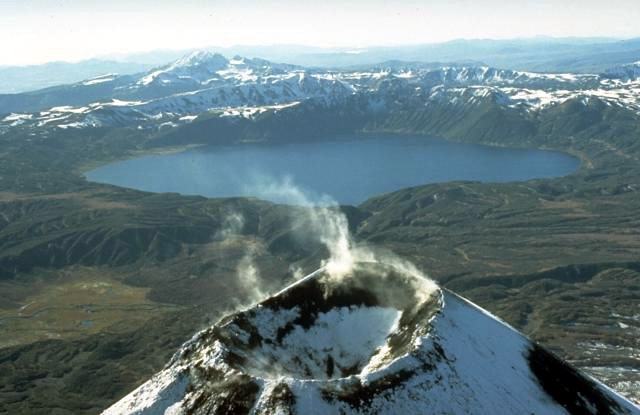
Vue du sommet du Karymski couronné par un cratère avec la caldeira de l'Akademia Naouk au second plan.

Le Karymski est situé dans l'Extrême-Orient russe, à 125 km (à vol d'oiseau) au nord-nord-est de Pétropavlovsk-Kamtchatski, dans le sud de la péninsule du Kamtchatka et kraï du même nom. Il s'inscrit dans une caldeira grossièrement circulaire de cinq kilomètres de diamètre, entourée par deux autres volcans, le Dvor au nord et la caldeira Polovinka au sud. Culminant à 1 489 mètres d'altitude, ce stratovolcan est couronné par un cratère.

## Histoire

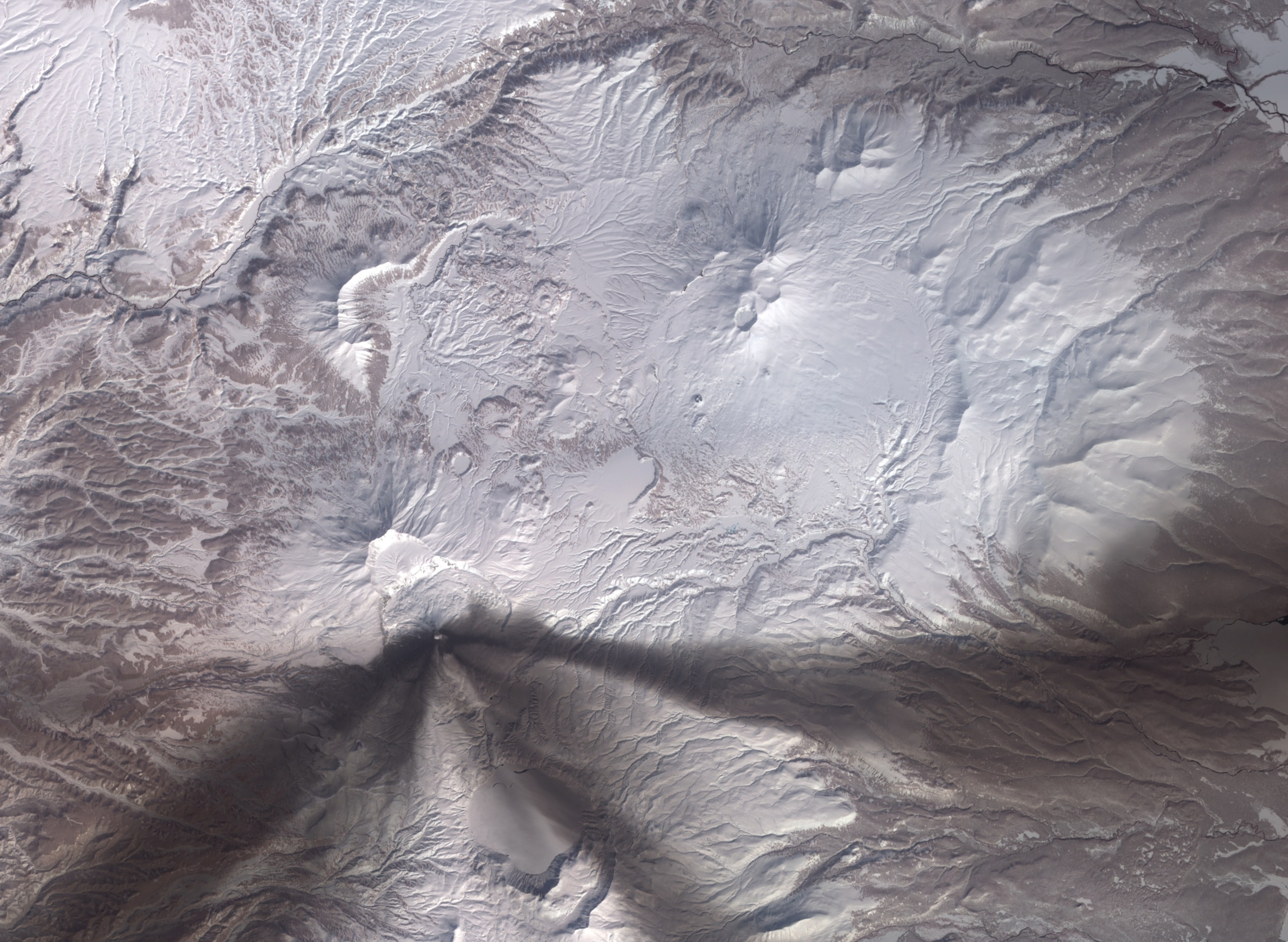
Image satellite du Karymski dont les flancs et les environs sont couverts par de la cendre volcanique.

Le Karymski est un volcan relativement jeune puisque son édification a débuté il y a environ 5 600 ans, soit environ 2 000 ans après la formation de la caldeira dans laquelle il se trouve. Après 2 300 ans d'accalmie, l'activité éruptive a repris il y a 500 ans. Les éruptions ont tendance à être précédées d'une activité sismique dont les hypocentres se trouvent sous l'Akademia Naouk, un autre volcan situé au sud. Ces éruptions volcaniques sont de type vulcanienne à strombolienne avec une activité explosive réduite ayant donné naissance à des coulées de lave émises depuis le cratère sommital. La majorité du cône du volcan est constitué de ces coulées dont l'âge est inférieur à 200 ans.
Avec des dizaines d'éruptions depuis la première observée par les Européens en 1830, le Karymski est considéré comme le volcan le plus actif de la chaîne Orientale du Kamtchatka.